# Heckendalheim
Heckendalheim is een plaats in de Duitse gemeente Mandelbachtal, deelstaat Saarland, en telt 1238 inwoners (2006).